# P. J. Soles

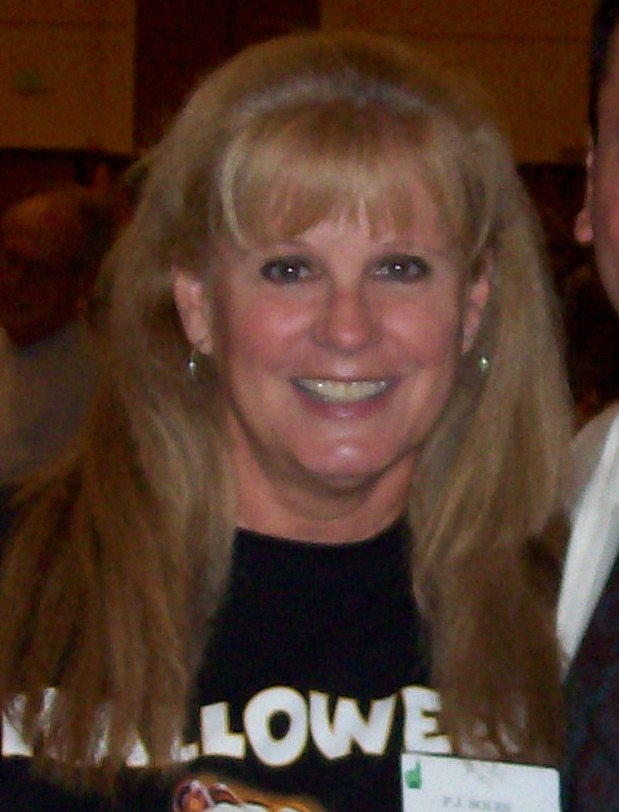
P. J. Soles (2008)

Pamela Jayne Soles, geborene Hardon (* 17. Juli 1950 in Frankfurt am Main) ist eine US-amerikanische Schauspielerin.

## Leben
Soles wurde am 17. Juli 1950 als Pamela Jayne Hardon in Frankfurt am Main als Tochter einer US-Amerikanerin und eines Niederländers geboren. Ihr Vater war bei einem internationalen Versicherungskonzern tätig, was dazu führte, dass die Familie häufig umzog. So lebten sie einige Zeit in Casablanca, in Maracaibo (Venezuela), wo sie fließend Spanisch lernte, und in Brüssel, wo sie die International School of Brussels besuchte. Später besuchte sie das Briarcliff College, damals eine Mädchenschule im US-Bundesstaat New York.
Nach einem Besuch von The Actors Studio entschied sie sich, Schauspielerin zu werden und arbeitete einige Zeit als Darstellerin in Werbespots und als Model für Modemagazine. In New York heiratete sie 1971 ihren ersten Mann, J. Steven Soles. Diese Ehe wurde vier Jahre später wieder geschieden und Soles zog nach Los Angeles. Trotz der Scheidung beschloss sie, den Namen ihres Ex-Mannes zu behalten und sich zukünftig P. J. Soles zu nennen.
In Los Angeles nahm sie am gemeinsamen Casting von Brian De Palma und George Lucas für die Filme Carrie – Des Satans jüngste Tochter und Krieg der Sterne teil und besetzte in Carrie die Rolle der Norma Watson. Danach zog sie nach Georgia, um an den Dreharbeiten zu High School-Träume teilzunehmen. Dabei lernte sie ihren Schauspielerkollegen Dennis Quaid kennen, den sie 1978 heiratete. Im selben Jahr folgte ihre wohl bekannteste Rolle als Lynda in John Carpenters Klassiker Halloween – Die Nacht des Grauens. 1979 spielte sie zusammen mit der Punkband Ramones eine Hauptrolle in Rock ’n’ Roll Highschool und sang auch eine Coverversion des gleichnamigen Titelsongs. 1983 wurde ihre Ehe mit Quaid geschieden, im selben Jahr heiratete sie den Kampfpiloten und Stunt-Darsteller Skip Holm, mit dem sie zwei Kinder hat. 1998 trennten sich Soles und Holm.

## Filmografie
| - 1973: Love Is a Many Splendored Thing (Fernsehserie) - 1976: Bumpers Revier (The Blue Knight, Fernsehserie, eine Folge) - 1976: Blood Bath - 1976: Carrie – Des Satans jüngste Tochter (Carrie) - 1976: The Boy in the Plastic Bubble (Fernsehfilm) - 1977: Besessen (The Possessed, Fernsehfilm) - 1977: Alexander: The Other Side of Dawn (Fernsehfilm) - 1978: High School-Träume (Our Winning Season) - 1978: Zuma Beach (Fernsehfilm) - 1978: Halloween – Die Nacht des Grauens (Halloween) - 1979: Diane - 1979: Vier irre Typen – Wir schaffen alle, uns schafft keiner (Breaking Away) - 1979: Rock ’n’ Roll Highschool - 1980: Schütze Benjamin (Private Benjamin) - 1981: Ich glaub’ mich knutscht ein Elch! (Stripes) - 1981: Soggy Bottom, U.S.A. - 1982: Romance Theatre (Fernsehserie, fünf Folgen) - 1983: Die dritte Liebe (The Other Woman, Fernsehfilm) - 1983: Sawyer and Finn (Fernsehfilm) - 1983–1984: Simon & Simon (Fernsehserie, zwei Folgen) - 1984: Listen to the City - 1984: Cheers (Fernsehserie, eine Folge) - 1984: Innocent Prey - 1984: Airwolf (Fernsehserie, Folge HX1 – Ein Gegner für Airwolf) - 1985: Sweet Dreams - 1985: Hardcastle & McCormick (Fernsehserie, eine Folge) - 1986: Knight Rider (Fernsehserie, eine Folge) - 1988: Saigon Commandos - 1988: B.O.R.N. | - 1990: Alienator – Der Vollstrecker aus dem All (Alienator) - 1991: Soldier’s Fortune - 1993: Prize Fighter (VS) - 1994: Rebel Highway (Fernsehserie, eine Folge) - 1994: Glory Days (Shake, Rattle and Rock!, Fernsehfilm) - 1995: Power Man (The Power Within) - 1995: Aliens, Akkordeons und jede Menge Ärger (Out There, Fernsehfilm) - 1996: Uncle Sam – I Want You Dead (Uncle Sam) - 1997: Little Bigfoot - 1999: Der zuckersüße Tod (Jawbreaker) - 2000: Blast - 2000: Mirror, Mirror IV: Reflection - 2001: Kept - 2003: Silence (Kurzfilm) - 2005: Pee Stains and Other Disasters - 2005: Murder on the Yellow Brick Road - 2005: The Devil’s Rejects - 2005: Blutige Hochzeit (Death by Engagement) - 2006: The Tooth Fairy - 2006: Ray of Sunshine - 2006: No Place Like Home - 2006: Dead Calling - 2007: Mil Mascaras vs. the Aztec Mummy - 2008: Love in the Age of Fishsticks - 2008: Prank - 2008: Alone in the Dark II - 2011: Beg - 2012: Eternal - 2012: Butterfly Room – Vom Bösen besessen (The Butterfly Room) - 2018: Halloween - 2019: Candy Corn - 2019: Killer Therapy |